# Erownuli Liga (2018)
Erownuli Liga 2018 był 30. sezonem najwyższej klasy rozgrywkowej w Gruzji w piłce nożnej. Rozgrywki rozpoczęły się 2 marca 2018, a zakończyły 8 grudnia 2018. Liga liczyła 10 zespołów. Każda z drużyn gra z każdym zespołem po 4 razy: 2 razy w rundzie wiosennej i 2 w jesiennej. Tytułu mistrzowskiego nie obroniła drużyna Torpedo Kutaisi. Nowym mistrzem Gruzji został zespół Saburtalo Tbilisi, dla którego był to pierwszy tytuł mistrzowski w historii klubu. Tytuł króla strzelców zdobyli ex-aequo Giorgi Gabedawa oraz Budu Ziwziwadze, którzy strzelili po 22 bramki.

## Zasady rozgrywek
W rozgrywkach brało udział 10 drużyn, walczących o tytuł mistrza Gruzji w piłce nożnej. Każda z drużyn rozegrała po 4 mecze ze wszystkimi przeciwnikami (razem 36 spotkań). 10. drużyna tabeli spadła do Erownuli Liga 2, a 8. i 9. wzięły udział w barażach o utrzymanie się w Erownuli Liga.

## Drużyny
| Uczestnicy poprzedniej edycji                                                                                 | Uczestnicy poprzedniej edycji | Uczestnicy poprzedniej edycji | Uczestnicy poprzedniej edycji |
| --- | ----------------------------- | ----------------------------- | ----------------------------- |
| TKU | Torpedo Kutaisi               | 1                             |                               |
| DTB | Dinamo Tbilisi                | 2                             |                               |
| SAM | SK Samtredia                  | 3                             |                               |
| SAB | Saburtalo Tbilisi             | 4                             |                               |
| CZS | Czichura Saczchere            | 5                             |                               |
| LTB | Lokomotiwi Tbilisi            | 6                             |                               |
| DIL | Dila Gori                     | 7                             |                               |
| KPO | Kolcheti 1913 Poti            | 9                             |                               |
| Przegrany baraży o Erownuli Liga 2017                                                                         |                               |                               |                               |
| DBA | Dinamo Batumi                 | 8                             |                               |
| Spadek z Erownuli Liga (2017)                                                                                 |                               |                               |                               |
| SHU | Szukura Kobuleti              | 10                            |                               |
| Awans z Erownuli Liga 2                                                                                       |                               |                               |                               |
| MET | Metalurgi Rustawi             | 1                             |                               |
| Zwycięzca baraży o Erownuli Liga 2017                                                                         |                               |                               |                               |
| SIO | Sioni Bolnisi                 | 3                             |                               |
| Oznaczenia: - kolumna pierwsza – skróty nazw drużyn, - kolumna trzecia – miejsce zajęte w poprzednim sezonie. |                               |                               |                               |

## Stadiony
| Klub               | Miasto    | Stadion                  | Pojemność |
| ------------------ | --------- | ------------------------ | --------- |
| Czichura Saczchere | Zestaponi | im. Dawita Abaszidze     | 4 588     |
| Dila Gori          | Gori      | im. Tengiza Burdżanadze  | 8 230     |
| Dinamo Tbilisi     | Tbilisi   | im. Borysa Paiczadze     | 54 549    |
| Kolcheti 1913 Poti | Poti      | Stadion Fazisi           | 6 000     |
| Lokomotiwi Tbilisi | Tbilisi   | im. Micheila Meschiego   | 27 223    |
| Metalurgi Rustawi  | Rustawi   | Poladi                   | 6 200     |
| Saburtalo Tbilisi  | Tbilisi   | im. Micheila Meschiego   | 27 223    |
| Sioni Bolnisi      | Bolnisi   | Stadion Tamaz Stefania   | 3 242     |
| SK Samtredia       | Samtredia | im. Erosiego Manjgaladze | 5 000     |
| Torpedo Kutaisi    | Kutaisi   | im. Ramaza Szengeli      | 12 000    |

## Tabela
| Lp. | Drużyna                 | M  | Z  | R  | P  | Bramki | Bramki | Różn. | Pkt | Uwagi                                       |
| --- | ----------------------- | -- | -- | -- | -- | ------ | ------ | ----- | --- | ------------------------------------------- |
| 1   | Saburtalo Tbilisi (M)   | 36 | 24 | 7  | 5  | 64     | 29     | +35   | 79  | Liga Mistrzów UEFA • I runda kwalifikacyjna |
| 2   | Dinamo Tbilisi          | 36 | 21 | 6  | 9  | 73     | 38     | +35   | 69  | Liga Europy UEFA • I runda kwalifikacyjna   |
| 3   | Torpedo Kutaisi (P)     | 36 | 20 | 9  | 7  | 66     | 25     | +41   | 69  | Liga Europy UEFA • I runda kwalifikacyjna   |
| 4   | Czichura Saczchere      | 36 | 19 | 7  | 10 | 54     | 33     | +21   | 64  | Liga Europy UEFA • I runda kwalifikacyjna   |
| 5   | Dila Gori               | 36 | 17 | 12 | 7  | 60     | 40     | +20   | 63  |                                             |
| 6   | Lokomotiwi Tbilisi      | 36 | 12 | 8  | 16 | 43     | 55     | −12   | 44  |                                             |
| 7   | Metalurgi Rustawi       | 36 | 8  | 13 | 15 | 33     | 44     | −11   | 37  |                                             |
| 8   | Sioni Bolnisi (B)       | 36 | 8  | 7  | 21 | 39     | 65     | −26   | 31  | Baraż o utrzymanie                          |
| 9   | SK Samtredia (B,S)      | 36 | 4  | 9  | 23 | 28     | 81     | −53   | 21  | Baraż o utrzymanie                          |
| 10  | Kolcheti 1913 Poti1 (S) | 36 | 4  | 8  | 24 | 27     | 76     | −49   | 14  | Spadek do Erownuli Liga 2                   |

1Kolcheti 1913 Poti zostało ukarane odjęciem sześciu punktów.

## Wyniki
Każdy zespół gra z każdym po 4 spotkania – 2 w rundzie jesiennej i 2 w wiosennej.

### Pierwsza runda
| Gospodarz \ Gość   | CZS | DIL | DTB | KPO | LTB | MET | SAB | SAM | SIO | TKU |
| Czichura Saczchere |     | 0:3 | 1:2 | 6:1 | 1:3 | 1:0 | 2:1 | 0:0 | 4:0 | 1:0 |
| Dila Gori          | 1:1 |     | 1:1 | 2:0 | 3:2 | 2:2 | 4:1 | 3:0 | 3:2 | 1:1 |
| Dinamo Tbilisi     | 1:0 | 5:0 |     | 4:1 | 0:1 | 1:2 | 0:1 | 3:1 | 2:1 | 2:0 |
| Kolcheti 1913 Poti | 2:2 | 0:3 | 3:6 |     | 3:1 | 0:0 | 1:4 | 2:2 | 2:0 | 1:1 |
| Lokomotiwi Tbilisi | 1:1 | 1:3 | 1:4 | 2:1 |     | 1:1 | 1:1 | 1:2 | 1:2 | 1:0 |
| Metalurgi Rustawi  | 0:4 | 2:2 | 0:2 | 2:0 | 1:0 |     | 0:2 | 2:1 | 2:2 | 0:1 |
| Saburtalo Tbilisi  | 1:0 | 2:0 | 1:0 | 5:0 | 1:2 | 2:1 |     | 1:0 | 3:1 | 2:0 |
| SK Samtredia       | 0:1 | 0:0 | 1:2 | 0:2 | 1:1 | 0:0 | 1:3 |     | 0:1 | 1:4 |
| Sioni Bolnisi      | 0:2 | 2:2 | 1:2 | 0:0 | 1:0 | 0:2 | 0:2 | 1:1 |     | 1:2 |
| Torpedo Kutaisi    | 0:1 | 2:3 | 1:1 | 3:0 | 4:0 | 2:1 | 1:2 | 1:0 | 3:0 |     |

Źródło: Scoresway (ang.).
Objaśnienia:
1Drużyna gospodarzy jest wymieniona po lewej stronie tabeli.
Kolory: zielony – zwycięstwo gospodarzy, żółty – remis, różowy – zwycięstwo gości.

### Druga runda
| Gospodarz \ Gość   | CZS | DIL | DTB | KPO | LTB | MET | SAB | SAM | SIO | TKU |
| Czichura Saczchere |     | 2:1 | 1:2 | 3:1 | 0:0 | 0:0 | 0:1 | 2:0 | 2:1 | 0:2 |
| Dila Gori          | 1:3 |     | 1:0 | 1:0 | 4:0 | 2:0 | 0:0 | 3:0 | 0:0 | 0:0 |
| Dinamo Tbilisi     | 1:4 | 1:2 |     | 2:1 | 0:0 | 2:1 | 2:1 | 0:0 | 5:2 | 0:1 |
| Kolcheti 1913 Poti | 0:1 | 0:2 | 0:2 |     | 1:0 | 0:1 | 1:3 | 0:1 | 1:1 | 0:0 |
| Lokomotiwi Tbilisi | 3:2 | 2:1 | 2:4 | 5:1 |     | 1:0 | 1:1 | 3:2 | 1:0 | 0:1 |
| Metalurgi Rustawi  | 1:2 | 0:0 | 0:3 | 0:0 | 1:1 |     | 0:2 | 3:0 | 0:3 | 0:0 |
| Saburtalo Tbilisi  | 0:0 | 0:0 | 2:1 | 4:1 | 2:1 | 2:1 |     | 1:1 | 3:0 | 0:3 |
| SK Samtredia       | 1:2 | 3:5 | 1:8 | 1:0 | 1:0 | 1:1 | 1:4 |     | 0:4 | 0:8 |
| Sioni Bolnisi      | 1:2 | 3:1 | 0:0 | 2:0 | 1:2 | 0:4 | 2:3 | 4:2 |     | 0:3 |
| Torpedo Kutaisi    | 1:0 | 2:0 | 2:2 | 4:0 | 3:1 | 2:2 | 0:0 | 5:2 | 3:0 |     |

Źródło: Scoresway (ang.).
Objaśnienia:
1Drużyna gospodarzy jest wymieniona po lewej stronie tabeli.
Kolory: zielony – zwycięstwo gospodarzy, żółty – remis, różowy – zwycięstwo gości.

## Baraże o Erownuli Ligę
| 12 grudnia 2018 12:00 | FC Gagra | 0 – 1Raport | Sioni Bolnisi · Isiani 64' | Stadion im. Tengiza Burdżanadze, Gori Widzów: 700 Sędzia: Irakli Kwirikaszwili |
|                       |          |             |                            |                                                                                |

| 15 grudnia 2018 10:00 | Sioni Bolnisi · Isiani 28' · Chmaladze 51' · Dato Kirkitadze 73' | 3 – 0Raport | FC Gagra | Stadion Tamaz Stefania, Bolnisi Widzów: 1 200 Sędzia: Dawit Charitonaszwili |
|                       |                                                                  |             |          |                                                                             |

Sioni Bolnisi wygrało w dwumeczu 4–0.
| 12 grudnia 2018 14:00 | SK Samtredia · Panculaja 22' 90+2' | 2 – 2Raport | WIT Georgia Tbilisi · Maisuradze 58' · Getiaszwili 69' | Stadion im. Ramaza Szengeli, Kutaisi Widzów: 500 Sędzia: Giorgi Wadaczkoria |
|                       |                                    |             |                                                        |                                                                             |

| 15 grudnia 2018 10:00 | WIT Georgia Tbilisi · Ghirdaładze 5' · Maisuradze 13' · Sadzaja 61' · Wazagaszwili 63' | 4 – 0Raport | SK Samtredia | Mccheta Park, Mccheta Widzów: 500 Sędzia: Giorgi Krujaszwili |
|                       |                                                                                        |             |              |                                                              |

WIT Georgia wygrało w dwumeczu 6–2.

## Najlepsi strzelcy
| Nr | Zawodnik              | Klub               | Bramki |
| -- | --------------------- | ------------------ | ------ |
| 1  | Giorgi Gabedawa       | Czichura Saczchere | 22     |
| 1  | Budu Ziwziwadze       | Dinamo Tbilisi     | 22     |
| 3  | Mykoła Kowtaluk       | Dila Gori          | 21     |
| 4  | Leandro               | Dila Gori          | 14     |
| 4  | Tornike Kapanadze     | Torpedo Kutaisi    | 14     |
| 6  | Mamia Gawaszeliszwili | Lokomotiwi Tbilisi | 11     |
| 6  | Vagner Gonçalves      | Saburtalo Tbilisi  | 11     |
| 6  | Otar Kiteiszwili      | Dinamo Tbilisi     | 11     |
| 9  | Giorgi Kochreidze     | Saburtalo Tbilisi  | 8      |
| 9  | Lewan Kutalia         | Torpedo Kutaisi    | 8      |
| 9  | Akaki Szulaja         | Dinamo Tbilisi     | 8      |